# Передньоазійський тритон
Передньоазійський тритон (Neurergus) — рід земноводних родини саламандрові ряду Хвостаті. Має 4 види.

## Опис
Загальна довжина досягає 12—19 см. Голова широка, трохи сплощена. Тулуб має циліндричну форму, хвіст довший, ніж інші частини тіла. забарвлений переважно у чорний колір. З боків тулуба і хвоста розташовуються низка великих білих плям. Більш дрібні плями на спині зливаються у смугу, по якій проходить помаранчева лінія. Голова і лапи чорні з білими плямами, черевна сторона тулуба і лап помаранчева.

## Спосіб життя
Полюбляють гірські струмки і невеличкі річки. Зустрічаються на висоті до 2000 м над рівнем моря. Практично усе життя проводять у воді, вибираючись на сушу лише під час зимівель. Харчуються дрібними безхребетними, членистоногими.
Парування відбувається на суходолі. Самиця відкладає яйця від каміння у гирлах струмків. Метаморфоз триває до 2 місяців.

## Розповсюдження
Мешкають у східній Туреччині, південно—східній Вірменії, північному Іраку і північно—західному Ірані.

## Види
- Neurergus crocatus Cope, 1862
- Neurergus derjugini (Nesterov, 1916)
- Neurergus kaiseri Schmidt, 1952
- Neurergus strauchii (Steindachner, 1887)